# Virginia Slims of Detroit
Il Virginia Slims of Detroit è stato un torneo femminile di tennis che si disputava a Detroit negli USA su campi in sintetico indoor.

## Albo d'oro

### Singolare
| Anno | Campionessa         | Finalista               | Punteggio     |
| ---- | ------------------- | ----------------------- | ------------- |
| 1972 | Kerry Reid          | Rosemary Casals         | 6–3, 6–7, 6–4 |
| 1973 | Margaret Court      | Kerry Reid              | 7–6, 6–3      |
| 1974 | Billie Jean King    | Rosemary Casals         | 6–1, 6–1      |
| 1975 | Evonne Goolagong    | Margaret Court          | 6–3, 3–6, 6–3 |
| 1976 | Chris Evert         | Rosemary Casals         | 6–4, 6–2      |
| 1977 | Martina Navrátilová | Sue Barker              | 6–4, 6–4      |
| 1978 | Martina Navrátilová | Dianne Fromholtz        | 6–3, 6–2      |
| 1979 | Wendy Turnbull      | Virginia Ruzici         | 7–5, 1–6, 7–6 |
| 1980 | Billie Jean King    | Evonne Goolagong Cawley | 6–3, 6–0      |
| 1981 | Leslie Allen        | Hana Mandlíková         | 6–4, 6–4      |
| 1982 | Andrea Jaeger       | Mima Jaušovec           | 2–6, 6–4, 6–2 |
| 1983 | Virginia Ruzici     | Kathy Jordan            | 4–6, 6–4, 6–2 |

### Doppio
| Anno | Campionesse                            | Finalista                        | Punteggio     |
| ---- | -------------------------------------- | -------------------------------- | ------------- |
| 1972 | Françoise Dürr / Judy Tegart           | Rosemary Casals / Kerry Reid     | 6–1, 6–1      |
| 1973 | Rosemary Casals / Billie Jean King     | Karen Krantzcke / Betty Stöve    | 6–3, 3–6, 6–1 |
| 1974 | Rosemary Casals / Billie Jean King     | Françoise Dürr / Betty Stöve     | 2–6, 6–4, 7–5 |
| 1975 | Lesley Hunt / Martina Navrátilová      | Françoise Dürr / Betty Stöve     | 2–6, 7–5, 6–2 |
| 1976 | Mona Guerrant / Ann Kiyomura           | Chris Evert / Betty Stöve        | 6–3, 6–4      |
| 1977 | Martina Navrátilová / Betty Stöve      | Janet Newberry / JoAnne Russell  | 6–3, 6–4      |
| 1978 | Billie Jean King / Martina Navrátilová | Kerry Reid / Wendy Turnbull      | 6–3, 6–4      |
| 1979 | Betty Stöve / Wendy Turnbull           | Sue Barker / Ann Kiyomura        | 6–4, 7–6      |
| 1980 | Billie Jean King / Ilana Kloss         | Kathy Jordan / Anne Smith        | 3–6, 6–3, 6–2 |
| 1981 | Rosemary Casals / Wendy Turnbull       | Hana Mandlíková / Betty Stöve    | 6–4, 6–2      |
| 1982 | Leslie Allen / Mima Jaušovec           | Rosemary Casals / Wendy Turnbull | 6–4, 6–0      |
| 1983 | Kathy Jordan / Barbara Potter          | Rosemary Casals / Wendy Turnbull | 6–4, 6–1      |